# Kamer van volksvertegenwoordigers (samenstelling 1856-1857)
De 8e legislatuur van de Belgische Kamer van volksvertegenwoordigers liep van 11 november 1856 tot 10 november 1857.
Tijdens deze legislatuur was de regering-De Decker (30 maart 1855 tot 9 november 1857) in functie, een unionistische regering.
In mei 1857 werd de omstreden kloosterwet behandeld, wat liberaal protest aan het Paleis der Natie ontlokte.
Na het ontslag van de regering werd het parlement ontbonden en werden vervroegde algemene verkiezingen uitgeschreven voor 10 december 1857. Dit betekende het vroegtijdige einde van deze legislatuur, die normaal nog tot 1860 zou hebben gelopen.

## Verkiezingen
Deze legislatuur volgde uit de verkiezingen van 10 juni 1856. Bij deze verkiezingen werden 54 van de 108 parlementsleden verkozen. Dit was het geval in de kieskringen Gent, Eeklo, Sint-Niklaas, Oudenaarde, Dendermonde, Aalst, Charleroi, Thuin, Bergen, Doornik, Zinnik, Aat, Luik, Hoei, Verviers, Borgworm, Hasselt, Tongeren en Maaseik.
Het nationale kiesstelsel was in die periode gebaseerd op cijnskiesrecht, volgens een systeem van een meerderheidsstelsel, gecombineerd met een districtenstelsel. Iedere Belg die ouder dan 25 jaar was en een bepaalde hoeveelheid cijns betaalde, kreeg stemrecht. Hierdoor was er een beperkt kiezerskorps. 

## Zittingen
In de 8e zittingsperiode (1856-1857) vond één zitting plaats. Van rechtswege kwamen de Kamers ieder jaar bijeen op de tweede dinsdag van november.
| Zitting                | Opening          | Sluiting            |
| ---------------------- | ---------------- | ------------------- |
| 1ste zitting 1856-1857 | 11 november 1856 | 30 mei/13 juni 1857 |

De regering heeft het parlement verdaagd op 30 mei en heeft nog voor het einde van die verdaging de zittijd gesloten op 13 juni 1857. Kamer en Senaat kwamen van rechtswege bijeen op 10 november 1857 maar werden de dag zelf alweer verdaagd. Twee dagen later werd de Kamer van volksvertegenwoordigers ontbonden.

## Samenstelling
| Fractie | Fractie     | Zetels |
| ------- | ----------- | ------ |
|         | Katholieken | 61     |
|         | Liberalen   | 47     |

## Lijst van de volksvertegenwoordigers
| Volksvertegenwoordiger                      | Partij    | Kieskring     | Opmerkingen                                               |
| ------------------------------------------- | --------- | ------------- | --------------------------------------------------------- |
| Laurent Veydt                               | Liberaal  | Antwerpen     |                                                           |
| Jean Loos                                   | Liberaal  | Antwerpen     |                                                           |
| Désiré Vervoort                             | Liberaal  | Antwerpen     |                                                           |
| Jean Osy                                    | Katholiek | Antwerpen     |                                                           |
| Alphonse della Faille de Leverghem          | Katholiek | Antwerpen     |                                                           |
| Florentin de Brouwer de Hogendorp           | Liberaal  | Mechelen      |                                                           |
| Armand de Perceval                          | Liberaal  | Mechelen      |                                                           |
| Félix van den Branden de Reeth              | Katholiek | Mechelen      |                                                           |
| Jean-Baptiste Coomans                       | Katholiek | Turnhout      |                                                           |
| Charles de Merode-Westerloo                 | Katholiek | Turnhout      |                                                           |
| Charles Rogier                              | Liberaal  | Brussel       |                                                           |
| Albéric du Bus de Gisignies                 | Liberaal  | Brussel       |                                                           |
| Auguste Orts                                | Liberaal  | Brussel       | Ondervoorzitter.                                          |
| Charles Thiéfry                             | Liberaal  | Brussel       |                                                           |
| Pierre-Théodore Verhaegen                   | Liberaal  | Brussel       |                                                           |
| Ernest de Steenhault de Waerbeek            | Liberaal  | Brussel       |                                                           |
| Albert Goblet d'Alviella                    | Liberaal  | Brussel       |                                                           |
| François Anspach                            | Liberaal  | Brussel       |                                                           |
| Eugène Prévinaire                           | Liberaal  | Brussel       |                                                           |
| Jean-Marie de Man d'Attenrode               | Katholiek | Leuven        |                                                           |
| Edmond de la Coste                          | Katholiek | Leuven        |                                                           |
| Louis Landeloos                             | Katholiek | Leuven        |                                                           |
| Léon de Wouters d'Oplinter                  | Katholiek | Leuven        |                                                           |
| Charles Snoy                                | Katholiek | Nijvel        | Vervangt vanaf 9 maart 1857 de overleden Félix de Merode. |
| Edouard Mercier                             | Katholiek | Nijvel        |                                                           |
| Hippolyte Trémouroux                        | Liberaal  | Nijvel        |                                                           |
| François Mascart                            | Liberaal  | Nijvel        |                                                           |
| Paul Devaux                                 | Liberaal  | Brugge        |                                                           |
| Jean-Baptiste Adolphe Coppieters 't Wallant | Liberaal  | Brugge        |                                                           |
| Antoine Sinave                              | Liberaal  | Brugge        |                                                           |
| Désiré de Haerne                            | Katholiek | Kortrijk      |                                                           |
| Pierre Tack                                 | Katholiek | Kortrijk      | Secretaris.                                               |
| Bernard Boulez                              | Katholiek | Kortrijk      |                                                           |
| Jean-Ignace Van Iseghem                     | Liberaal  | Oostende      |                                                           |
| Pierre De Breyne                            | Liberaal  | Diksmuide     |                                                           |
| Pierre Calmeyn                              | Katholiek | Veurne        | Secretaris.                                               |
| Felix de Mûelenaere                         | Katholiek | Tielt         |                                                           |
| Philippe Le Bailly de Tilleghem             | Katholiek | Tielt         |                                                           |
| Barthélémy Dumortier                        | Katholiek | Roeselare     |                                                           |
| Alexander Rodenbach                         | Katholiek | Roeselare     |                                                           |
| Charles-Louis Van Renynghe                  | Katholiek | Ieper         |                                                           |
| Jules Malou                                 | Katholiek | Ieper         |                                                           |
| Alphonse Vandenpeereboom                    | Liberaal  | Ieper         |                                                           |
| Jean De Naeyer                              | Katholiek | Aalst         | Ondervoorzitter.                                          |
| Mathieu de Ruddere de te Lokeren            | Katholiek | Aalst         |                                                           |
| Auguste De Portemont                        | Katholiek | Aalst         |                                                           |
| Léon Victor Jean Thienpont                  | Katholiek | Oudenaarde    |                                                           |
| Théodore Van der Donckt                     | Katholiek | Oudenaarde    |                                                           |
| Yves Magherman                              | Katholiek | Oudenaarde    |                                                           |
| Josse Delehaye                              | Katholiek | Gent          | Parlementsvoorzitter.                                     |
| Henri t'Kint de Roodenbeke                  | Katholiek | Gent          |                                                           |
| Léopold Maertens                            | Katholiek | Gent          |                                                           |
| Eugène De Smet                              | Katholiek | Gent          |                                                           |
| Henri de Kerchove                           | Katholiek | Gent          |                                                           |
| Joseph Van Goethem                          | Katholiek | Gent          |                                                           |
| Pierre Van Tieghem de ten Berghe            | Katholiek | Gent          |                                                           |
| Léandre Desmaisières                        | Katholiek | Eeklo         |                                                           |
| Theodoor Janssens                           | Katholiek | Sint-Niklaas  |                                                           |
| Theodoor de T'Serclaes de Wommersom         | Katholiek | Sint-Niklaas  |                                                           |
| Isidore Van Overloop                        | Katholiek | Sint-Niklaas  |                                                           |
| Pierre de Decker                            | Katholiek | Dendermonde   |                                                           |
| Charles Vermeire                            | Katholiek | Dendermonde   | Secretaris.                                               |
| Constantin Van Cromphaut                    | Katholiek | Dendermonde   |                                                           |
| Adolphe Dechamps                            | Katholiek | Charleroi     |                                                           |
| Jean Wautelet                               | Katholiek | Charleroi     |                                                           |
| Aristide Brixhe                             | Katholiek | Charleroi     |                                                           |
| Hippolyte Lange                             | Liberaal  | Bergen        |                                                           |
| Henri de Brouckère                          | Liberaal  | Bergen        |                                                           |
| Emile Laubry                                | Liberaal  | Bergen        |                                                           |
| Charles Rousselle                           | Katholiek | Bergen        |                                                           |
| Henri Ansiau                                | Liberaal  | Zinnik        |                                                           |
| Louis Matthieu                              | Katholiek | Zinnik        |                                                           |
| Louis Faignart                              | Katholiek | Zinnik        |                                                           |
| Auguste Dumon                               | Katholiek | Doornik       |                                                           |
| Jules de Rasse                              | Katholiek | Doornik       |                                                           |
| François Crombez                            | Liberaal  | Doornik       | Secretaris.                                               |
| Henri Julien Allard                         | Liberaal  | Doornik       |                                                           |
| Martin Jouret                               | Liberaal  | Aat           |                                                           |
| Frédéric de Sécus                           | Katholiek | Aat           | Quaestor.                                                 |
| Augustin Licot                              | Katholiek | Thuin         |                                                           |
| Alexandre de Paul de Barchifontaine         | Liberaal  | Thuin         |                                                           |
| François Dautrebande                        | Liberaal  | Hoei          |                                                           |
| Joseph Lebeau                               | Liberaal  | Hoei          |                                                           |
| Emile De Lexhy                              | Liberaal  | Borgworm      |                                                           |
| Walthère Frère-Orban                        | Liberaal  | Luik          |                                                           |
| Charles Lesoinne                            | Liberaal  | Luik          |                                                           |
| Emile de Bronckart                          | Liberaal  | Luik          |                                                           |
| Noël Delfosse                               | Liberaal  | Luik          |                                                           |
| Charles Nicolas Deliège                     | Liberaal  | Luik          |                                                           |
| Pierre Grosfils-Gérard                      | Liberaal  | Verviers      |                                                           |
| Gérard Moreau                               | Liberaal  | Verviers      |                                                           |
| Victor David                                | Liberaal  | Verviers      |                                                           |
| Barthélémy de Theux de Meylandt             | Katholiek | Hasselt       |                                                           |
| Charles de Pitteurs-Hiegaerts               | Katholiek | Hasselt       |                                                           |
| Charles Vilain XIIII                        | Katholiek | Maaseik       |                                                           |
| Maximilien de Renesse                       | Liberaal  | Tongeren      |                                                           |
| Louis Julliot                               | Katholiek | Tongeren      |                                                           |
| Jean-Pierre Lambin                          | Katholiek | Bastenaken    |                                                           |
| Victor Tesch                                | Liberaal  | Aarlen        |                                                           |
| Théodore Jacques                            | Katholiek | Marche        |                                                           |
| Edouard De Moor                             | Liberaal  | Neufchâteau   |                                                           |
| Jean-Baptiste Pierre                        | Liberaal  | Virton        |                                                           |
| Georges de Baillet Latour                   | Liberaal  | Philippeville | Quaestor.                                                 |
| Xavier Victor Thibaut                       | Katholiek | Dinant        |                                                           |
| Hadelin de Liedekerke Beaufort              | Katholiek | Dinant        |                                                           |
| François Moncheur                           | Katholiek | Namen         |                                                           |
| Armand Wasseige                             | Katholiek | Namen         |                                                           |
| Xavier Lelièvre                             | Liberaal  | Namen         |                                                           |